# Teriańska Galeria
Teriańska Galeria – pochyły taras w Grani Hrubego w słowackiej części Tatr Wysokich. Znajduje się około 200 m poniżej grani, na wspólnej północnej ścianie Wielkiej Teriańskiej Turni i Skrajnej Teriańskiej Turni, która opada do głównej części Doliny Hlińskiej. Teriańska Galeria ma budowę płytową. Na północ i zachód, a także do żlebu  opadającego z Teriańskiej Przełęczy Niżniej z Teriańskiej Galerii opada stroma ściana. Wspinaczka nią to V w skali tatrzańskiej. Galerię wypełniają piargi opadające z Teriańskiej Turniczki, której ściana urywa się do niej pionowo.
Nazwę galerii nadał Władysław Cywiński w 14 tomie swojego przewodnika wspinaczkowego Tatry. Grań Hrubego. Nawiązał do nazwy innych teriańskich obiektów w Grani Hrubego.
Drogi wspinaczkowe
1. Przez prawą część ściany Teriańskiej Galerii na Teriańską Przełęcz Niżnią (V+, A1, czas przejścia 18 godz.)[1].
2. Przez Nos (środkiem północnej ściany); VI-, miejsca lodowe o nachyleniu do 80 stopni, 21 wyciągów, efektywny czas pierwszego przejścia 20 godz.[1]